# Redystrybucja
Redystrybucja (łac. redistributio, re - 'w tył; znów; naprzeciw' i distributio p. dystrybucja) – ponowny transfer dochodu, majątku lub nieruchomości od jednego podmiotu do drugiego spowodowane przez odpowiedni mechanizm społeczny  mający niwelować nierówności społeczne. Redystrybucja polega na "oddaniu" społeczeństwu środków pobranych przy pomocy np. podatków i przeznaczeniu tych pieniędzy na powszechną opiekę medyczną, szkolnictwo, sądownictwo, armię czy służby porządkowe. Redystrybucja może dotyczyć wszelkich podmiotów prawa, zarówno osób jak i organizacji np. spółek, fundacji.

## Polityka redystrybucji dochodu
Polityka redystrybucyjna polega na kierowanym przez państwo działaniu polegającemu na podziale dochodów indywidualnych. Bez względu na kształt podziału dochodów pierwotnych, państwo poprzez politykę podatkową i uzupełniającą polegającą na pieniężnych transferach socjalnych może kształtować podział dochodów w społeczeństwie.
W literaturze istnieje kilka podejść do redystrybucji dochodu lub majątku:
- (1) redystrybucja dobrowolna – Zakłada, że każdy podmiot ma nienaruszalne prawo do produktów swojej pracy i kapitału i dlatego redystrybucja jest możliwa tylko na zasadzie dobrowolnych transferów. Występuje ochrona początkowego wyposażenia pojedynczych jednostek.
- (2) redystrybucja startowa – zasada równych szans – Redystrybucja dozwolona tylko w celu wyrównania "startu" jednostki na wolnym rynku np. poprzez państwową edukację ubogiej młodzieży. Zakłada istnienie nierówności początkowych, których dany człowiek nie może zniwelować samodzielnie.
- (3) redystrybucja ciągła – zasada niwelowania skrajności – Podejmowanie działań przez państwo w zakresie zapewniania dostępu do dóbr podstawowych jak i regulowaniu dochodu do potrzeb danego człowieka. Zakłada, że występowanie jednostek o niskich, niekonkurencyjnych możliwościach nie powinno przekładać się na ich ubóstwo a podmiotów wysoce konkurencyjnych na "przesadne" bogactwo.
- (4) redystrybucja totalna – zasada równego statusu – Redystrybucja jest ciągła i całkowita. Status materialny jednostki nie jest związany z posiadanymi możliwościami i jej pracą. Zakłada, że występowanie różnic w możliwościach nie powinno przekładać się na różnice w dochodach, inną wersją jest hasło "Od każdego według jego zdolności, każdemu według potrzeb" rozpropagowane przez Karola Marksa. Stanowi podstawę doktryny komunizmu.

## Argumenty zwolenników redystrybucji dochodów
- Równość majątkowa miała by być wartością samą w sobie.
- Ubodzy mają niewielki wpływ na swoją sytuację. Jako główne przyczyny ubóstwa podaje się:
  - niski poziom edukacji,
  - rozbite i patologiczne rodziny,
  - złe warunki mieszkaniowe,
  - niedożywienie w dzieciństwie.
- Zmiany technologiczne poprawiają życie przede wszystkim bogatej części społeczeństwa[3].
- Nierówności społeczne mogą zwiększać negatywne efekty społeczne: przestępczość, narkomanię itp.[4]
- Powodują stabilizację popytu.
- Nierówności powodują pogorszenie się koniunktury[4].

## Argumenty przeciwników redystrybucji
- Nie można mówić o sprawiedliwym podziale dóbr, gdyż sprawiedliwość może się odnosić wyłącznie do świadomych działań człowieka[5].
- Redystrybucja następuje zawsze na czyiś koszt i w świetle doktryn liberalno-indywidualistycznych jest to sprzeczne z prawem własności.
- Człowiek jest odpowiedzialny za swój los i tylko on może go odmienić.
- Ubóstwo to często skutek niewłaściwego postępowania danego człowieka.
- Redystrybucja dochodu zmniejsza skłonność do pracy.
- Brak jest bodźców do poprawy sytuacji. Bezrobotnym nieraz bardziej się opłaca nie pracować i pobierać zasiłki niż znaleźć pracę i je utracić.
- Nierówności dochodów są napędem do wzrostu gospodarczego (większość badań naukowych obala tę tezę[4][6]).

## Formy redystrybucji państwowej

### Redystrybucji dochodowej
- Podatki progresywne – podatek, w którym wraz z wysokością dochodów rośnie stopa opodatkowania[7].
- Negatywny podatek dochodowy – forma zasiłku polegająca na wypłacie najmniej zarabiającym dodatkowej kwoty.
- Kwota wolna od podatku – kwota dochodu niepowodującego obowiązku zapłaty podatku dochodowego.
- Bezwarunkowy dochód podstawowy – kwota wypłacana każdemu obywatelowi niezależnie od zarobków
- Zasiłki
- Stypendia
- Bony
- Obowiązkowe ubezpieczenia społeczne

### Redystrybucji majątku i nieruchomości
- Podatek od spadków i darowizn
- Podatek od nieruchomości
- Wywłaszczenia
- Komunalizacja